# 短花盘沙参
短花盘沙参（学名：Adenophora brevidiscifera）为桔梗科沙参属的植物，为中国的特有植物。分布于中国大陆的四川等地，生长于海拔3,000米的地区，常生长在云南松林下，目前尚未由人工引种栽培。